# Russisch-Turkse Oorlog (1569-1570)
De Russisch-Turkse Oorlog van 1569 tot 1570, ook wel de mars naar Astrachan genoemd, was een conflict tussen tsaristisch Rusland en het Ottomaanse Rijk om de stad Astrachan.
Nadat Ivan de verschrikkelijke het kanaat Astrachan had veroverd, had deze een fort laten bouwen op een steile helling bij de Wolga. Sultan Selim II, die  tijdens zijn bewind grote gebieden op de Balkan wist te veroveren, had minder succes tegen Rusland. Het eerste treffen tussen beide grootmachten vormde de opmaat voor een lange serie conflicten, die bijdroegen aan de uiteindelijke val van het Ottomaanse Rijk.

## Voorgeschiedenis
De relaties tussen de Turkse sultans en de Russische tsaren waren verslechterd sinds de acties van het Ottomaanse Rijk met betrekking tot het Krimkanaat in 1475. Het Krimkanaat was nog maar 35 jaar eerder in 1441 na een lange strijd ontstaan als afsplitsing van de Gouden Horde, maar na de dood van oprichter, kan Hacı I Giray, ontstond een strijd over de opvolging en nam de Ottomaanse sultan Mehmet II het roer over en maakte er een protectoraat van met een eigen kan, zij het met veel vrijheden, waaronder het recht op een eigen buitenlands beleid. In 1475 veroverde het Ottomaanse Rijk de overgebleven koloniën van de republiek Genua op de Krim en lijfde ze in bij het Krimkanaat, waardoor de Russen een aantal handelspartners verloren en de Turken de handel over de Zwarte Zee beheersten. Bovendien werden Russische handelaars onderdrukt in de steden Azov en Kaffa. Eind 15e eeuw hernieuwde de Russische handel na moeizame diplomatieke onderhandelingen en in 1513 kreeg het Turkse Constantinopel een Russische ambassadeur om de belangen van tsaar Vasili III waar te nemen. Pogingen om de sultan te overreden om het verbond tussen grootvorstendom Litouwen en het Krimkanaat te laten verbreken, hadden echter geen effect. De sultan verbood alleen de Krimtataren om de Russen aan te vallen. Toen Ivan IV echter het kanaat Kazan en het kanaat Astrachan in respectievelijk 1552 en 1556 veroverde, zette de Ottomaanse sultan de Krimtataarse sultan, die zich - als overblijfsel van de Gouden Horde - beschouwde als de rechtmatige eigenaar van de beide kanaten, aan om Moskou aan te vallen. In 1556 trok een Krimtataars leger naar Moskou, maar werd verslagen door bevelhebber Rzjevski, die met hulp van Zaporozje-Kozakken doordrong tot de benedenloop van de Dnjepr. In 1558 werd door de Russische bevelhebber Daniel Adasjev bij de volgende oorlog een deel van de Krim verwoest alsook een aantal Turkse schepen die er voor anker lagen. Deze successen waren min of meer voorbijgegaan aan sultan Süleyman I, die in 1563 plannen maakte om Astrachan te veroveren (of heroveren in zijn optiek). De Krimtataarse sultan was echter tegen een sterke Turkse staat aan noordzijde van de Zwarte Zee en wist de Ottomaanse leiders tot 1569 te weerhouden van dit plan. In 1566 stierf Süleyman en werd opgevolgd door Selim II, die het plan van zijn vader door wilde zetten.
Astrachan was in 1558 opgericht door de Russen als opvolger van de door hen verwoeste Tataarse hoofdstad Xacitarxan. In dat jaar werd een fort gebouwd. De plaats kreeg een aarden wal ter bescherming tegen invallen van buitenaf. Selim II had het plan opgevat om de stad te veroveren en er een fort te stichten en een kanaal aan te leggen tussen de Don en de Wolga om zo een directe toegang te krijgen tot de Kaspische Zee. Het idee was om zo een moslimstaat te stichten aan de noordzijde van de Zwarte Zee.

## De strijd
Terwijl de Russen hun handen vol hadden aan de Lijflandse Oorlog in de Baltische regio, trok in 1569 een leger van 15.000 Ottomaanse sipahi, 2.000 janitsaren en groepen azappen (lichte infanterie), en akıncı (lichte cavalerie) naar de noordzijde van de Zwarte Zee. Daar ontmoetten ze op 31 mei een 50.000 man tellend ruiterleger van de Krimtataarse kan Devlet I Giray.
Daarop trok dit leger in de richting van Astrachan om een begin te maken met de aanleg van het meer dan 100 kilometer lange kanaal. Nadat werd ingezien dat dit een te groot karwei zou worden, werden de werkzaamheden stopgezet en besloot de Turkse aanvoerder om via de Wolga verder te varen naar Astrachan. Lokale Turksgezinde Nogay boden hun schepen aan voor de tocht als ze gebruikt zouden worden voor de bevrijding van Astrachan van de Russen. De zware wapens werden echter per boot teruggestuurd naar Azov en slechts 12 stuks artillerie gingen mee. Op 16 september 1569 bereikten de Ottomaanse troepen Astrachan. Kasim Pasja, die de leiding had, besloot het niet te belegeren zonder voldoende artillerie en zette op enige afstand van de Russische verdedigingswerken zijn winterkamp op, in afwachting van versterkingen. Tsaar Ivan IV liet geschenken sturen naar Kasim om hen te overreden zijn belegering af te breken. Deze accepteerde de geschenken, maar brak de belegering niet af.
Het nieuws van een overwintering zorgde echter voor beroering en opstand in het kamp, daar de rantsoenen al klein waren en de soldaten dus bang waren om de winter niet te overleven. Daarbij was de Krimtataarse kan Devlet nog steeds van mening dat Turkse aanwezigheid bij de Wolga zou zorgen voor een vergroting van zijn afhankelijkheid van de Turkse sultans en verzette zich stevig tegen de mars naar Astrachan. Op dat punt kreeg Kasim Pasja geruchten te horen over een aankomend Russisch ontzettingsleger van ruim 30.000 ruiters onder leiding van vojevoda Pjotr Sebrjany. Kasim besloot daarop op 26 september om zich terug te trekken van Astrachan.
In verschillende Russische bronnen wordt gesproken over gevechten, waarbij Sebrjany de overwinning zou hebben behaald, maar onduidelijk is wat er precies gebeurd is. Op de terugweg zou het leger van Kasim Pasja door de steppen van de Noordelijke Kaukasus zijn getrokken, waarbij 70% van zijn mannen om zou zijn gekomen door honger en aanvallen van de Cirkassiërs. Uiteindelijk bereikte hij met een klein leger Azov.
Uiteindelijk werd in 1570 in Constantinopel een verdrag getekend tussen de Russische ambassadeur en de Turkse sultan om het geweld te beëindigen en de handel te hernieuwen. Rusland kreeg toegang tot de hele Wolga om er handel te drijven. De Turken waren voor het eerst verslagen, hetgeen nog werd verergerd door de Slag bij Lepanto een jaar later, waarbij een groot deel van de Ottomaanse vloot verloren ging.

## Russisch-Krimse Oorlog van 1571
De strijd was echter niet het werkelijke einde van de strijd tussen de Russen en de Krimtataren: nog in 1570 trok de Krimtataarse kan Devlet uit met zijn leger en verwoestte de omstreken van Rjazan. In 1571 trok hij daarop met een groot leger op naar Moskou en wist de zwakke Russische troepen te verslaan, waarna Moskou werd platgebrand en mogelijk zo'n 150.000 Russen werden weggevoerd als slaven. Een plan van Devlet om de Russische landen volledig in te lijven liep een jaar later echter uit op de Slag bij Molodi, waarbij zijn leger een zware nederlaag leed en de rol van het Krimkanaat een tijdlang was uitgespeeld.
Het Wolga-Donkanaal zou uiteindelijk pas aangelegd worden door de Sovjet-Unie tussen de jaren 30 en jaren 50 van de 20e eeuw (met een onderbreking tijdens de Tweede Wereldoorlog).
Russisch-Turkse Oorlog (1569-1570) · Russisch-Turkse Oorlog (1676-1681) · Russisch-Turkse Oorlog (1686-1700) · Russisch-Turkse Oorlog (1710-1711) · Russisch-Turkse Oorlog (1735-1739) · Russisch-Turkse Oorlog (1768-1774) · Russisch-Turkse Oorlog (1787-1792) · Russisch-Turkse Oorlog (1806-1812) · Griekse Onafhankelijkheidsoorlog (1821-1831) · Russisch-Turkse Oorlog (1828-1829) · Krimoorlog (1853-1856) · Russisch-Turkse Oorlog (1877-1878) · Kaukasusveldtocht (1914-1918)